# Peter McNeeley
Peter McNeeley, född 6 oktober 1968 är en amerikansk boxare. Peter McNeeleys boxning statistik är 47 vinster 7 förluster. Peter McNeeley är mest känd för sin boxningsmatch mot Mike Tyson, där han förlorade på diskning i första rundan på grund av att Peter McNeeleys tränare gick in i ringen.